# John Rovers
John Rovers – holenderski bokser, zdobywca brązowego medalu na Mistrzostwach Europy Kadetów 1997 w Bitoli, czterokrotny mistrz Holandii. W 2007 reprezentował Holandię na Mistrzostwach Świata w Chicago.

## Kariera
W lipcu 1997 zdobył srebrny medal na Mistrzostwach Europy Kadetów w Bitoli. W październiku 2007 startował na Mistrzostwach Świata w Chicago. Z rywalizacji odpadł w 1/32 finału, przegrywając na punkty (8:26) z Brazylijczykiem Myke Carvalho.
W 2000, 2002, 2005 i 2006 zdobywał mistrzostwo Holandii - raz w kategorii lekkiej oraz trzykrotnie w kategorii lekkopółśredniej.